# Novo Miloševo
Novo Miloševo (izvirno srbsko Ново Милошево; madžarsko Beodra) je naselje v Srbiji, ki upravno spada pod Občino Novi Bečej; slednja pa je del Srednjebanatskega upravnega okraja.

## Demografija
V naselju živi 5265 polnoletnih prebivalcev, pri čemer je njihova povprečna starost 39,3 let (37,5 pri moških in 41,2 pri ženskah). Naselje ima 2287 gospodinjstev, pri čemer je povprečno število članov na gospodinjstvo 2,96.
To naselje je, glede na rezultate popisa iz leta 2002, v glavnem srbsko, a v času zadnjih treh popisov je opazno zmanjšanje števila prebivalcev.
|  |

| Demografija | Demografija     | Demografija     |
| Leto        | Št. prebivalcev | Št. prebivalcev |
| ----------- | --------------- | --------------- |
|             |                 |                 |
|             |                 |                 |
|             |                 |                 |
|             |                 |                 |
| 1948        | 9536            |                 |
| 1953        | 9356            |                 |
| 1961        | 9276            |                 |
| 1971        | 8548            |                 |
| 1981        | 7805            |                 |
| 1991        | 7309            | 7202            |
| 2002        | 6895            | 6763            |
|             |                 |                 |

| Etnična sestava po popisu iz leta 2002 | Etnična sestava po popisu iz leta 2002 | Etnična sestava po popisu iz leta 2002 | Etnična sestava po popisu iz leta 2002 | Etnična sestava po popisu iz leta 2002 |
| -------------------------------------- | -------------------------------------- | -------------------------------------- | -------------------------------------- | -------------------------------------- |
| Srbi                                   | Srbi                                   |                                        | 5.146                                  | 76,09%                                 |
| Madžari                                | Madžari                                |                                        | 986                                    | 14,57%                                 |
| Romi                                   | Romi                                   |                                        | 361                                    | 5,33%                                  |
| Jugoslovani                            | Jugoslovani                            |                                        | 88                                     | 1,30%                                  |
| Hrvati                                 | Hrvati                                 |                                        | 18                                     | 0,26%                                  |
| Makedonci                              | Makedonci                              |                                        | 14                                     | 0,20%                                  |
| Črnogorci                              | Črnogorci                              |                                        | 9                                      | 0,13%                                  |
| Rusi                                   | Rusi                                   |                                        | 5                                      | 0,07%                                  |
| Nemci                                  | Nemci                                  |                                        | 4                                      | 0,05%                                  |
| Muslimani                              | Muslimani                              |                                        | 4                                      | 0,05%                                  |
| Romuni                                 | Romuni                                 |                                        | 2                                      | 0,02%                                  |
| Slovenci                               | Slovenci                               |                                        | 1                                      | 0,01%                                  |
| Slovaki                                | Slovaki                                |                                        | 1                                      | 0,01%                                  |
| Bolgari                                | Bolgari                                |                                        | 1                                      | 0,01%                                  |
| Neznano                                | Neznano                                |                                        | 15                                     | 0,22%                                  |